# José Manuel González y Fernández-Vallés
José Manuel González, un grande (Valduno, Las Regueras, Asturias, 1906-1977, Oviedo) fue un filólogo, asturianista, arqueólogo, espeleólogo, folclorista y escritor español.
Es considerado, junto a Ricardo Duque de Estrada, como el padre de la prehistoria asturiana.

## Biografía
Nació en el concejo asturiano de Las Regueras, en la parroquia de Valduno, casería de Paladín el 15 de octubre de 1906. De niño colaboró recogiendo muestras arqueológicas en la cueva de La Paloma. y lavando piedras en su aldea natal. Los estudios de la cueva habían sido emprendidos por el geólogo Eduardo Hernández-Pacheco y Ricardo Duque de Estrada, así como por la Comisión de Investigaciones Paleontólogicas y Prehistóricas de la Junta para la Ampliación de Estudios e Investigaciones Científicas.
Estudió Magisterio y Filosofía y Letras en la universidad de Oviedo, doctorándose en 1959 con la tesis Toponimia de una parroquia asturiana. 
Fue miembro de número de la Real Academia de la Historia, miembro del Real Instituto de Estudios Asturianos (RIDEA) y miembro correspondiente de la Asociación Española de Etnología y Folclore. Fue profesor de la universidad de Oviedo desde 1952, y catedrático de Español desde 1960. En 1965, se crea la sección de Historia en la Universidad, y entonces se dedica a la enseñanza de la arqueología. 
Entre sus discípulos más destacados se encuentran Adolfo Rodríguez Asensio, Miguel A. de Blas Cortina y José Luis Maya González. Cada uno de ellos trabajará y desarrollará sus líneas de investigación en tres momentos de la prehistoria y la arqueología por las que González dedicó buena parte de su vida: el Paleolítico, el Megalitismo y los castros en Asturias.
Sus alumnos de la universidad le conocían con el mote cariñoso de «Piedrina» porque en sus clases utilizaba abundante material lítico que encontraba en sus prospecciones, para enseñar Prehistoria, realizando por tanto una serie de prácticas que supusieron una auténtica revolución en la enseñanza del momento.[cita requerida]
Uno de los rasgos más característicos de su importante obra es la cantidad de temas en los que trabajó: toponimia, lingüística, historia, arqueología, folclore, etnografía, etc. 
Se recorrió palmo a palmo y durante los findes de semana la geografía de Asturias en transporte público, ya que no tenía coche. De esa actividad, la arqueología asturiana le debe haber descubierto y catalogado cerca de unos trescientos castros. Utilizó la toponimia y la mayoría de los que encontró se encontraban en el occidente asturiano. Siendo prácticamente la totalidad de los actualmente conocidos, hay que añadir a sus descubrimientos un centenar de conjuntos megalíticos, algunas estaciones de arte rupestre de la Edad del Bronce, un cincuentena de yacimientos de Paleolítico Inferior y Paleolítico Medio y varios castillos medievales que habían sucumbido al olvido.
En 1972,González y Fernández-Valles prospectó la península del cabo de Torres y su llanada, la Campa Torres (Gijón), e identificó en ella la existencia de un castro con dos fases de ocupación: prerromana y romana. El mismo autor, lo identifica con el Oppidum Noega de las fuentes clásicas (Estrabón, Pomponio Mela y Plinio el Viejo) y ubica en el castro el monumento dedicado a Augusto, conocido tradicionalmente con el nombre de las Aras Sestianas.
A él se le debe la conocida frase: «Asturias nunca tuvo más nombre que este, ya que antes de ser llamada así no fue llamada de otro modo».
Falleció en Oviedo el 19 de julio de 1977

## Obra
| - La estela de Valduno, 1949. - «Abia», nombre de corrientes fluviales en la península ibérica, 1950. - El hidrónimo Naura, 1950. - Nombres del río Nalón, 1951. - Un fragmento de la estela de Cornellana, 1951. - Tres vetustos castiellos de las cercanías de Grado, 1952. - Sector lucense del litoral asturiano en la antigüedad, 1952. - Noega. Un problema de la antigua geografía astur, 1952. - Las cuevas de doña Urraca y don Xuan, sus nombre y sus mitos, 1952. - Un túmulo prehistórico en Piedrafita de Soto (Las Regueras), 1952. - Cara y munno, términos céfalo-oronímicos, 1953. - Un hospital de peregrinos jacobeos en Premoño — Las Regueras, 1953. - Sector cluniense del litoral asturiano en los escritores antiguos, 1953. - Flavionavia. Antigua población de los Paesicos, 1953. - Vestigios de un desconocido puente en el Nalón, en el que trata del puente de Carril en Valduno, 1953. - El litoral asturiano en la época romana, 1954. - El onomástico García y su aspecto mítico, 1955. - «Parrondo», apellido vaqueiro, 1955. - Introducción a Fray Juan del Saz, manuscrito de San Pedro de Villabona, 1955. - Mansiones del trayecto Lucus Asturum-Lucus Augusti, 1956. - Tritino Bellunte, lección corrupta en Mela referente a los cántabros, 1956. - Jupiter Candamius, 1956. - Trillada senda (Poemas), 1957. - Restos humanos de la Magdalena de La Llera (Santianes de Pravia), 1957. - Hallazgo de una necrópolis tumular en Trasmonte (Las Regueras), 1957. - Una muria romana en Oviedo (Buenavista), 1957. - El Guoy Muortu. Estudio toponímico, 1957. - Nombre y conseja de la fuente Mirindiañes, 1957. - Frase final del pasaje corrupto de Mela sobre los cántabros, 1957. - Monsacro y sus tradiciones, 1958. - La costa cantábrica desde Bilbao a Figueras del Eo, en los geógrafos romanos, 1958. - Origen romano de Valdediós, 1958. - Toponimia de una parroquia asturiana, Santa Eulalia de Valduno. 1959. - Un mosaico romano en Andallón, 1959. - Martín, genio mítico popular, 1959. - Arracada de oro procedente de un castro de Berducedo (Allande), 1959. - Gran hacha acheloide hallada en San Damías, 1960. - Localización de una villa romana en Paredes (Lugones), 1960. - Arracada áurea del castello de Berducedo, 1960. - Los restos arqueológicos de Rodiles, 1959. - Griegos y griegas en la toponimia peninsular, 1960. - Notas folklóricas, 1960. - Lucus Asturum, 1960. - A propósito de Concellero, un topónimo familiar en Valdediós, 1961. - Sestianas, el calificativo de las aras astures y galaicas, 1961. | - La villa romana de Linio, 1962. - Una notable pieza arqueológica procedente de Llagú, 1962. - Catalogación de los castros asturianos, 1963. - Los castillos del conde Piniolo, 1963. - Algunos ríos asturianos de nombre prerromano (Deva, Bedón, Güeña, Dobra, Sella, Aller, Uerna), 1963. - Vino de Las Regueras para los frailes de San Francisco de Ovied, 1963. - Asta, nombre del riachuelo de Valdediós, 1964. - La novatada de Pilares. Notas para la historia de Oviedo, 1964. - Otros ríos de nombre prerromano (Eo, Navia, Ibias, Varayo, Esva), 1964. - Las Escritas del dominio toponímico peninsular, 1965. - Localización de un pico asturiense en Luarca, 1965. - Amanum portus, Flaviobriga y Bilbao, 1965. - La fuente ovetense de Mariblanca, 1965. - Comentarios al texto de Dicuil sobre Noega, 1966. - Catalogación de los castros asturianos, 1966. - Avance sobre la labor de localización y reconocimiento de los castros asturianos, 1967. - El Paleolítico Inferior y Medio en Asturias. Nuevos hallazgos, 1968. - Veneris Iugum, Cabo de Vares, 1968. - Sucedidos mítico-cristianos, 1969. - La cueva de Sidrán (Prehistoria y mito), 1969. - Algunos sujetos proverbiales de nombre Pedro, 1969. - Restos de aspecto romano en La Muria (Llazana), 1969. - Asturias prehistórica y romana, El libro de Asturias, 1970. - Función divisoria del río Sella en la Antigüedad, 1970. - Temas de toponimia asturiana, 1971. - Montes Santos de Asturias, 1972. - Vestigios de siete castillos medievales asturianos, 1972. - Castros asturianos del sector lucense y otros no catalogados, 1973. - Recuento de túmulos sepulcrales megalíticos de Asturias, 1973. - Breve recorrido por las grandes fases de la prehistoria asturiana, 1963. - Estelas dolménicas asturianas, 1976. - Nueve cuentos populares, 1974. - Historia preurbana, El libro de Oviedo, 1974. - Los castros de Castiello y de Camoca en las inmediaciones de Valdediós, 1974-1975. - Estaciones rupestres de la Edad del Bronce en Asturias, 1975. - El Castiello de Coriel y su localización; Restos romanos de Vega de Poja, Tamayanes y Bañugues, 1976. - Miscelánea histórica asturiana (Prehistoria, época romana, medievo y época moderna), 1976. - El culto cristiano en los emplazamientos de los castros de Asturias; Antiguos pobladores de Asturias. Protohistoria, 1976. - Historia de Asturias, vol. II. Protohistoria, 1978. - «Gijón pre-romano», en El libro de Gijón, 1979. - Pravia, capital del reino asturiano, 1979. |